# Wana (Pakistan)

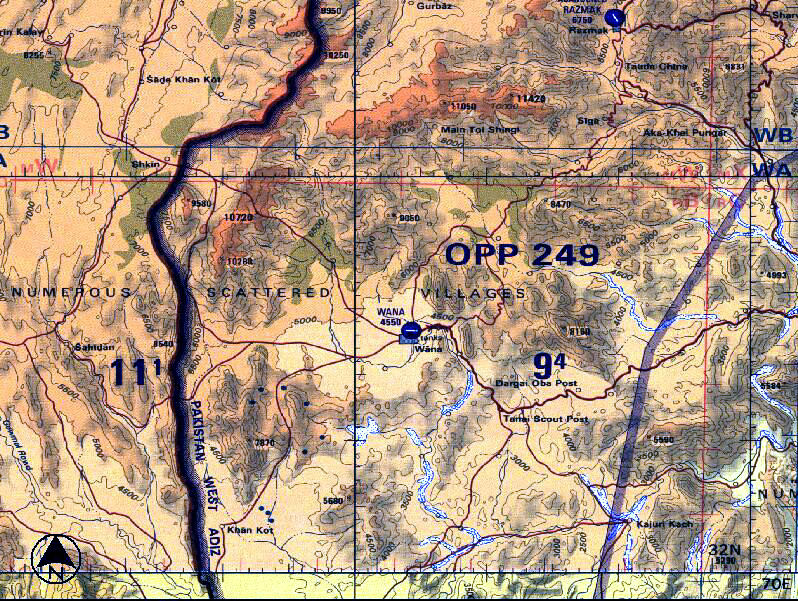
Wana auf einer TPC-Karte

Wana (paschtunisch واڼا; Urdu وانا) ist die wichtigste Stadt und Verwaltungszentrum von Südwasiristan in Pakistans Provinz Khyber Pakhtunkhwa (bis 2018 zu den Stammesgebieten unter Bundesverwaltung (FATA)).

## Lage
Wana liegt 17 km von der afghanisch-pakistanischen Grenze entfernt am östlichen Rand eines Flusstales. Im Osten, Norden und Westen wird die Ortschaft von drei Gebirgsketten begrenzt, die Höhen zwischen 4.500 und 6.500 m erreichen.

## Geschichte
In Wana begann im Jahr 2004 der Konflikt in Nordwest-Pakistan zwischen der pakistanischen Armee und lokalen Islamisten.

## Infrastruktur
Die Ortschaft verfügt über einen Flugplatz mit einer Rollbahn von 1 km Länge.

## Bevölkerung
Die Einwohnerzahl der Stadt lag im Jahr 2009 bei 1.980 Einwohnern. Die Bevölkerung in Wana besteht aus Paschtunen, vornehmlich aus der Untergruppe der Ahmadzai im Wazir-Stamm. Andere Bevölkerungsgruppen der Stadt umfassen Angehörige der Mahsud-, Bhittani-, Kutschi- und Burki-Stämme aus der Umgebung von Wana. Zwischen diesen Bevölkerungsgruppen und den afghanischen Paschtunen existieren enge kulturelle und Blutsverwandtschaften.